# Eremoneura
Eremoneura (лат.) — крупная монофилетическая клада короткоусых двукрылых, объединяющая представителей надсемейства Empidoidea и всех круглошовных мух. Отличительными признаками является развитие с тремя личиночными стадиями, утрата жилки M4 или её слияние с M3, замыкание анальной ячейки близко к краю крыла, отсутствие девятого тергита брюшка у самок и др.